# Accumulatore elettrico

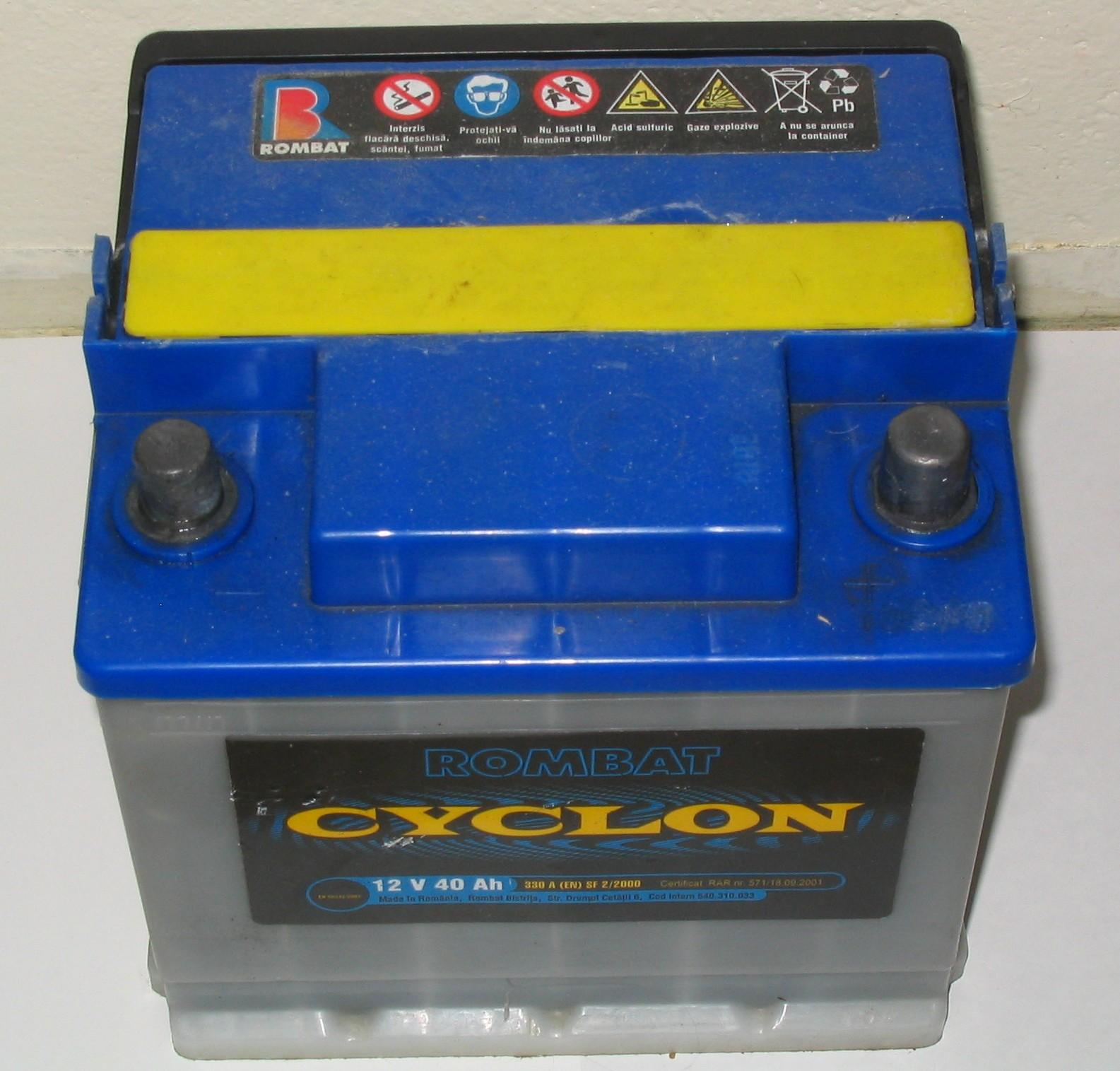
Esempio di accumulatore elettrico: batteria piombo-acido di un'automobile

Un accumulatore elettrico o sistema di accumulo dell'energia elettrica è un sistema, impianto o dispositivo in grado d'immagazzinare energia elettrica all'atto della carica, di conservarla per un tempo più o meno lungo sotto una qualche forma, per restituirla più o meno integralmente quando viene richiesta. In sostanza, l’accumulatore elettrico consente di separare, nel tempo la generazione dell’energia elettrica dal suo utilizzo. Se l'accumulatore elettrico è trasportabile, generazione e utilizzo dell'energia elettrica possono essere separati anche nello spazio. L'aumentato utilizzo di impianti per la generazione dell'energia elettrica intermittenti (solare, eolico, ecc..) ha amplificato la richiesta diffusa di sistema di accumulo elettrico anche per applicazioni non mobili.
Il funzionamento di un accumulatore elettrico si riassume nel seguente schema: 
{\displaystyle {Energia\ elettrica}\Rightarrow {Accumulo\ di\ energia\ in\ qualunque\ forma}\Rightarrow {Energia\ elettrica}}
Tenendo conto dei limiti delle tecniche di accumulo dell'energia, la parola "accumulatore" designa in genere un dispositivo trasportabile anche se può essere usato anche per sistemi stazionari e impianti di accumulo o immagazzinamento su larga scala.
Alcune applicazioni richiedono "prestazioni in potenza", quindi sistemi in grado di erogare forti potenze per tempi brevi (anche frazioni di secondo), mentre altre richiedono "prestazioni in energia", quindi sistemi in grado di erogare potenze con autonomie anche molto lunghe.
Per allungare nel tempo le prestazioni in energia normalmente ci si basa su una tecnica di conversione dell'energia reversibile. L'energia elettrica può essere convertita in forme di energia (termica, meccanica, ecc...) tipicamente utilizzate nei processi di generazione dell'energia elettrica.
Tutti i processi di conversione dell'energia sono complessi e comportano perdite.
Il rapporto tra l'energia restituita e l'energia iniziale o di carica dà il rendimento energetico dell'accumulatore elettrico.
La scelta della forma di energia da accumulare dipende normalmente oltre che dai costi (compresi quelli di gestione/manutenzione), da: densità energetica volumetrica (rapporto tra energia accumulata e volume), densità energetica gravimetrica o l'energia specifica (rapporto tra energia accumulata e massa), rendimento, vita e vita ciclica (vita calcolata come numero di cicli di carica e scarica), picco di potenza erogabile.

## Tipi di accumulatori elettrici
I sistemi di accumulo dell'energia elettrica possono essere classificati sulla base del tipo di energia accumulata per poi essere rilasciata come energia elettrica:

### Accumulo elettrochimico
Usiamo la proprietà che hanno certe coppie chimiche di accumulare una certa quantità di elettricità modificando la loro struttura molecolare in modo reversibile. Diversi tipi di coppie chimiche vengono utilizzate per realizzare accumulatori elettrochimici, chiamati normalmente "batterie ricaricabili".

#### Batterie ricaricabili
Le batterie ricaricabili utilizzate come sistema di accumulo si differenziano a seconda delle combinazioni, in genere coppie, chimiche (piombo-acido, nichel-cadmio, nichel-idruri metallici, ioni-litio,zolfo-sodio,  ecc.) impiegate al loro interno. L'accumulatore elettrochimico ha la caratteristica vantaggiosa di fornire ai suoi terminali una tensione ( differenza di potenziale ) poco dipendente dalla sua carica (quantità di energia immagazzinata) o dalla corrente erogata e di avere un rendimento energetico particolarmente alto. Alcune coppie chimiche, come la ioni-litio, hanno particolari vantaggi nell'impiego in apparecchiature mobili per l'alta densità energetica gravimetrica (150 Wh/kg), la longevità, i tempi di ricarica totale molto brevi e la possibilità di effettuare ricariche parziali.

### Accumulo elettrostatico
I condensatori accumulano energia in un campo elettrico sotto forma elettrostatica , accumulando cariche elettriche. La comparsa, intorno al 1995, di supercondensatori la cui capacità può raggiungere qualche centinaio di farad ha permesso di produrre sostituti delle tradizionali batterie ricaricabili. I vantaggi sono una riduzione del peso e un funzionamento possibile a temperature molto basse e tempi di carica e scarica molto brevi. Con un grave inconveniente: il prezzo per kWh immagazzinato è notevolmente più alto.

#### Supercondensatori
I supercondensatori  sono composti di due elettrodi polarizzabili, un separatore e un elettrolita, dove il campo elettrico è immagazzinato nelle interfacce tra l'elettrolita e gli elettrodi. I supercondensatori si caratterizzano per l'elevata densità di potenza, per la grande durata (500 000 cicli di carica-scarica con una durata di vita minima di 10 anni, senza che la capacità si modifichi in funzione del tempo) e per la semplicità e reversibilità dell'immagazzinamento di energia rispetto alle batterie convenzionali a discapito di una densità di energia tipicamente inferiore a quella delle batterie a ioni di litio. Il supercondensatore può essere sottoposto a frequenti cicli di carica e scarica ad alta corrente e di breve durata. Lo svantaggio è legato invece alla quantità di carica accumulabile che è limitata e dipende dalla superficie di interfaccia elettrodo-elettrolita. Sono attualmente allo studio supercondensatori ai nanotubi di carbonio che potrebbero avere una densità di potenza elevata (506 KW/Kg) e una densità di energia di circa 76 Wh/Kg.

### Accumulo elettromagnetico
L'energia elettrica viene accumulata sotto forma di campo magnetico utilizzando una bobina che funge da induttore alimentata in corrente continua, tramite un raddrizzatore che trasforma la tensione alternata di rete. Per ridurre le perdite nel circuito dovute all'effetto Joule anche con i migliori metalli conduttori normalmente si devono utilizzare materiali superconduttori a bassissime temperature. I dispositivi così prodotti sono conosciuti con il nome SMES, dall'inglese Superconducting Magnet Energy Storage.
Appena caricata con una corrente di alcune migliaia di ampere, la bobina viene cortocircuitata, normalmente da un semiconduttore, mantenuto anch’esso a temperatura criogenica, e la corrente circola in continuazione, esercitando la funzione di accumulo elettrico. Non essendo convertita in altre forme di energia, es. termica o meccanica, il rendimento energetico è molto alto, anche oltre il 95%. Una volta che la bobina superconduttrice è caricata, l'energia magnetica può essere immagazzinata indefinitamente. In questo modo si riesce ad accumulare un’elevata quantità d’energia, con brevissimi tempi per caricarla e scaricarla. Caricato l’avvolgimento superconduttivo in regime persistente si comporta come un volano (Freewheeling Mode), non si ha dissipazione di energia elettrica nei conduttori per questo i tempi di possibile stoccaggio sono indefiniti. È però necessario provvedere all’energia richiesta per il mantenimento del raffreddamento dell’avvolgimento superconduttivo e calcolando l'energia consumata per il raffreddamento più le perdite dovute alla conversione da alternata a continua e viceversa l'efficienza totale del sistema si avvicina al 70%.

### Accumulo di energia meccanica
Si tratta di sistemi in grado di accumulare energia potenziale che convertita in energia cinetica permette di restituire a richiesta energia elettrica o di sistemi in grado di accumulare direttamente energia cinetica.

#### Accumulo di aria compressa
Il sistema di accumulo ad aria compressa ( in sigla CAES dall'inglese Compressed Air Energy Storage)  è quello che vede l'impiego dell'aria compressa. Questi sistemi utilizzano compressori alimentati da energia elettrica a basso costo prodotta nelle ore notturne: l'aria compressa viene accumulata in cavità sotterranee ermetiche, ad una pressione di 70-300 bar, l'aria compressa così ottenuta ed accumulata viene in genere utilizzata in un impianto turbogas tradizionale. Si tratta di sistemi con una buona densità energetica: da 2 a 3 kWh/m³ nei grandi serbatoi sotterranei. La particolarità dello stoccaggio dell'aria compressa è che l'aria si riscalda fortemente quando viene compressa dalla pressione atmosferica a una pressione di stoccaggio di ca. 1.015 psia (70 bar). I compressori d'aria multistadio standard utilizzano inter- e postrefrigeratori per ridurre la temperatura di scarico a 149/177 °C e la temperatura dell'aria di iniezione in caverna ridotta a 43/49 °C. Il calore di compressione viene quindi estratto durante il processo di compressione o rimosso da un refrigeratore intermedio. La perdita di questa energia termica è stata quindi compensata durante la fase di generazione di potenza della turbina di espansione riscaldando l'aria ad alta pressione nei combustori utilizzando combustibile a gas naturale, o in alternativa utilizzando il calore di uno scarico di una turbina a gas di combustione in un recuperatore per riscaldare l'aria in entrata prima del ciclo di espansione. A seconda di come viene disperso, recuperato o compensato il calore generato si parla di processo diabatico, adiabatico o isotermico.

#### Accumulo idroelettrico
I sistemi idroelettrici ( in sigla PHS dall'inglese: Pumped Hydro Storage) sono basati sul pompaggio di acqua e utilizzano due serbatoi-bacini posti a altezze differenti.
Con una potenza globale di circa 125 GW, rappresentano oltre il 98% della capacità di accumulo oggi complessivamente installata nelle reti elettriche. Sono stati introdotti per compensare le variazioni nella domanda di energia a fronte di una produzione relativamente costante come quella delle centrali termoelettriche.
Nelle ore, in genere notturne, in cui l'energia prodotta è superiore all'energia richiesta l'acqua è pompata dal serbatoio inferiore al serbatoio superiore, mentre nelle ore di picco di domanda la caduta dell'acqua accumulata a monte viene utilizzata per produrre l'energia elettrica.
L'accumulo idroelettrico ha una densità energetica di appena 0,3 kWh/m3 di serbatoio idrico, mentre il rendimento relativamente alto permette di restituire più dell'80% dell'energia di origine. A seconda delle dimensioni dell'impianto si possono erogare grandi potenze fino a oltre 1 GW.

#### Volani
Un altro metodo di accumulo sono i volani ad asse verticale situati in robusti contenitori di forma cilindrica nei quali viene mantenuto un certo grado di vuoto al fine di ridurre rumorosità e attriti aerodinamici del rotore, grazie anche all'adozione di cuscinetti magnetici. Attraverso l'impiego di un convertitore, il rotore cede energia alla rete sotto forma di corrente alternata a frequenza variabile. Questi sistemi sono adatti per potenze fino a 500 kW e sono utilizzabili in parallelo per potenze più elevate. I costi dei volani sono competitivi con quelli delle batterie se si considera la lunga vita e la minima manutenzione, sono caratterizzati da un'alta efficienza, da un'elevata durata (non risentono dei cicli di carica/scarica) e si possono ricaricare molto rapidamente.

### Accumulo chimico
Il surplus di energia può essere utilizzato per la produzione di combustibili, ad esempio idrogeno con cui generare energia elettrica quando necessario.

#### Idrogeno
L'idrogeno utilizzato come sistema di accumulo può essere immagazzinato (gas compresso) in diversi modi. Quelli principalmente utilizzati sono: sotto terra e a bordo di veicoli in contenitori pressurizzati. Questa tecnologia di accumulo è la più semplice: l'idrogeno viene compresso a circa 200 bar e immagazzinato in cilindri per il gas, a pressione standard, o in contenitori sferici per quantità superiori a 15.000 Nm³. In generale l'accumulo sotto forma di gas compresso, in tubi ad alta pressione, è limitato a sistemi inferiori ai 14.000 Nm³ o ancora minori, a causa del loro costo elevato.
L'accumulo dell'idrogeno in impianti sotterranei, invece, è conveniente per il trattamento di grossi quantitativi o per lunghi periodi. Attualmente esistono numerosi impianti d'accumulo sotterraneo in Germania, in Francia, in Gran Bretagna e in Norvegia. Questa metodologia è più o meno conveniente, in termini di costi, a seconda che si sfruttino strutture preesistenti (miniere saline, pozzi di gas svuotati ecc.) o ne sia necessaria la loro creazione (ad es. pozzi artificiali). La capacità di questo sistema di accumulo è molto elevata (35 kWh per chilogrammo), il problema è rappresentato dal fatto che per creare idrogeno dall'acqua tramite elettrolisi è necessaria energia elettrica così come per la compressione dell'idrogeno stesso.
L'elettrolisi alcalina è una tecnologia matura idonea per sistemi di grandi dimensioni, mentre gli elettrolizzatori PEM (Proton Exchange Membrane) sono più flessibili e possono essere utilizzati in piccoli sistemi decentralizzati. L'efficienza di conversione per entrambe le tecnologie è di circa il 65% ~ 70%. Gli elettrolizzatori ad alta temperatura sono attualmente in fase di sviluppo e potrebbero rappresentare un'alternativa molto efficiente ai sistemi PEM e alcalini, con efficienze fino al 90%.
Piccole quantità di idrogeno (fino a pochi MWh) possono essere immagazzinate in recipienti pressurizzati, oppure in idruri metallici solidi o nanotubi che possono immagazzinare idrogeno con una densità molto elevata. Grandi quantità di idrogeno possono essere immagazzinate in caverne sotterranee di sale fino a 500.000 metri cubi a 200 bar, il che significherebbe circa 100 GWh di elettricità immagazzinata. In questo modo è possibile livellare periodi più lunghi di carenza o di eccesso nella produzione di energia eolica / fotovoltaica. Potrebbe anche essere possibile bilanciare le variazioni stagionali.
L'energia accumulata nell'idrogeno può essere convertita in energia elettrica con celle a combustibile con efficienze fino al 50% o, in alternativa, può essere bruciato in centrali a gas a ciclo combinato (efficienze fino al 60%).

### Accumulo termo-meccanico
L'accumulo termo-meccanico di energia elettrica utilizza cicli termodinamici azionati meccanicamente per immagazzinare elettricità nel forma di energia termica di alta qualità, impiegando materiali che sono tenuti in grande serbatoi coibentati.

#### Accumulo criogenico di aria liquida (LAES)
Affine al CAES anche se non sfrutta l'elasticità dell'aria è l'accumulo di energia sotto forma di aria liquida.
Chiamato in inglese Liquid Air Energy Storage, in breve LAES,  utilizza l'elettricità per raffreddare l'aria finché non si liquefa, immagazzina l'aria liquida in un serbatoio, riporta l'aria liquida allo stato gassoso e utilizza l'espansione del gas per far girare una turbina e generare elettricità. La tecnologia si basa in larga misura su processi consolidati dei settori della generazione di energia e del gas industriale, con costi, prestazioni e cicli di vita noti che garantiscono tutti un basso rischio tecnologico e il possibile utilizzo per applicazioni di lunga durata.
Il LAES prevede tre processi fondamentali:
- carica dell'accumulatore: il sistema di ricarica è un liquefatore d'aria, che utilizza l'energia elettrica per prelevare aria dall'ambiente circostante, pulirla e quindi raffreddare l'aria a temperature sotto lo zero finché l'aria non si liquefa. 700 litri di aria ambiente diventano 1 litro di aria liquida.
- accumulo di energia: l'aria liquida viene immagazzinata in un serbatoio isolato a bassa pressione, che funge da accumulatore di energia. Questa apparecchiatura è già utilizzata a livello globale per lo stoccaggio di massa di azoto liquido, ossigeno e GNL. I serbatoi utilizzati nell'industria hanno il potenziale per contenere GWh di energia immagazzinata.
- scarica dell'accumulatore: quando è richiesta energia elettrica, l'aria liquida viene aspirata dai serbatoi e pompata ad alta pressione. L'aria viene evaporata e portandola a temperatura ambiente. Questo produce un gas ad alta pressione, che viene quindi utilizzato per azionare una turbina.

#### Accumulo di CO2liquida
L'anidride carbonica (CO2) è il fluido di lavoro in un ciclo termodinamico chiuso e non viene mai rilasciata nell'atmosfera. La CO2 può essere convertita in liquido sotto pressione a 30°C, rispetto ai meno 150°C dell'aria. La batteria ad aria liquida deve utilizzare la tecnologia criogenica per liquefare l'aria, mentre l'accumulo di CO2  liquida richiede molta meno energia, con conseguenti costi inferiori e una maggiore efficienza di andata e ritorno.  L'anidride carbonica viene prelevata da un serbatoio atmosferico, compressa e poi immagazzinata sotto pressione a temperatura ambiente in contenitori di CO2 liquida. Il calore generato dalla compressione viene recuperato in due sistemi di accumulo di energia termica.
Per rilasciare energia, la CO2 viene evaporata ed espansa in una turbina a CO2, quindi restituita al serbatoio atmosferico, pronta per il successivo ciclo di carica. Il processo prevede solo due trasformazioni termodinamiche: compressione ed espansione. Ciò riduce le perdite complessive e consente un'efficienza di andata e ritorno stimata del 75%.
Pressioni e temperature ridotte da progetto semplificano ulteriormente il sistema e migliorano la redditività economica, consentendo alla batteria di CO2 di funzionare per 25 anni senza alcun calo di efficienza o capacità.

#### Accumulo con pompa di calore reversibile (PTES)
L'energia elettrica può essere convertita e accumulata come energia termica e successivamente riconvertita in elettricità con una tecnica chiamata in inglese Pumped Thermal Energy Storage, in sigla PTES. 
Per immagazzinare energia, l'energia elettrica aziona una pompa di calore, che pompa il calore dalla "cella fredda" alla "cella calda". Per recuperare l'energia, la pompa di calore viene invertita per diventare una macchina termica. La pompa preleva il calore dalla cella calda, fornisce il calore disperso alla cella fredda e produce lavoro meccanico. Per recuperare l'elettricità, il lavoro meccanico aziona un generatore.
Il PTES richiede i seguenti elementi: due serbatoi a basso costo (solitamente in acciaio) riempiti di particolato minerale (particelle di roccia frantumata delle dimensioni di ghiaia) e un mezzo per comprimere ed espandere in modo efficiente il gas. Un circuito chiuso riempito con il gas di lavoro collega i due serbatoi, il compressore e l'espansore. Un gas monoatomico come l'argon è ideale come gas di lavoro in quanto riscalda / raffredda molto più dell'aria per lo stesso aumento / calo di pressione. Il PTES presenta un elevato rendimento energetico (70-80%), una potenza nominale da centinaia di kW a pochi MW con tempo di stoccaggio di diverse ore.